# Área metropolitana de Flint
El Área Estadística Metropolitana de Flint, MI MSA como la denomina oficialmente la Oficina de Administración y Presupuesto, es un Área Estadística Metropolitana centrada en la ciudad de Flint, y que solo abarca el condado de Genesee, en el estado estadounidense de Michigan. El área metropolitana tiene una población de 425.790 habitantes según el Censo de 2010, convirtiéndola en la 115.º área metropolitana más poblada de los Estados Unidos.

## Área Estadística Metropolitana Combinada
El área metropolitana de Flint es parte del Área Estadística Metropolitana Combinada de Detroit-Warren-Flint, MI CSA junto con:
- El Área Estadística Metropolitana de Detroit–Warren–Livonia, MI MSA;
- El Área Estadística Metropolitana de Ann Arbor, MI MSA; y
- El Área Estadística Metropolitana de Monroe, MI MSA